# هيستوباثولوجي (دورية علمية)
هيستوباثولوجي (بالإنجليزية: Histopathology)‏ هي دورية علمية طبية تخضع لاستعراض الأقران تغطي علم الأمراض التشخيصي والبحثي والجراحي. تأسست الدورية عام 1977م وتُنشر شهريًا بواسطة ويلي-بلاكويل، ويجري تحريرها الآن من قِبل ألستير بيرت (Alastair Burt).
هيستوباثولوجي هي مجلة دولية تهدف لتكون ذات قيمة عملية لمتخصصي التشريح المرضي الجراحي والتشخيصي وللباحثين في الأمراض البشرية الذين يستخدمون أساليب التشريح المرضي. والهدف الرئيس من الدورية هو نشر ما تم التوصل إليه من تقدم في علم الأمراض، لا سيما الحالات التي تنطبق على الممارسة السريرية والمساهمة في تحقيق فهم أفضل للأمراض البشرية.
وقد زاد كل من عدد المشتركين وكمية الأبحاث المقبولة للنشر بشكل سريع منذ بداية إصدار الدورية عام 1977م. وتنشر الدورية مواد خاصة بالتشريح المرضي تنطوي على تطبيق سريري في دراسة الأمراض البشرية وتتضمن الدراسات التجريبية الداعمة الكيميائية النسيجية والمناعية. ويتألف القراء من متخصصي التشريح المرضي التشخيصي والباحثين في مجال المدارسة السريرية الباثالوجية.

## اقرأ أيضاً
- دورية علمية
- منشور علمي